# Emerson, Lake and Palmer
Emerson, Lake & Palmer, cunoscută și ca ELP, a fost o formație engleză de rock progresiv. Trupa a fost celebră în anii 1970, având vânzări de peste 40 de milioane de albume și susținând concerte de proporții. Trupa era formată din Keith Emerson, Greg Lake și Carl Palmer. Aceasta este una din cele mai populare și mai de succes formații de rock progresiv.

## Membrii trupei
- Keith Emerson (n. 1944 - d. 11.03.2016) - claviaturi (1970 - 1979 ; 1992 - 1998)
- Greg Lake (n. 1947 - d. 07.12.2016) - chitare, bas, voce (1970 - 1979 ; 1992 - 1998)
- Carl Palmer (n. 1950) - baterie, percuție (1970 - 1979 ; 1992 - 1998)

## Discografie

### Albume de studio
- Emerson, Lake & Palmer (noiembrie 1970)
- Tarkus (14 iunie 1971)
- Trilogy (6 iulie 1972)
- Brain Salad Surgery (19 noiembrie 1973)
- Works, Vol. 1 (17 martie 1977)
- Works, Vol. 2 (10 noiembrie 1977)
- Love Beach (18 noiembrie 1978)
- Black Moon (27 iunie 1992)
- In The Hot Seat (27 septembrie 1994)

### Albume din concert
- Pictures at an Exhibition (noiembrie 1971)
- Welcome Back My Friends to The Show that Never Ends ~ Ladies and Gentlemen . . .  Emerson, Lake & Palmer! (19 august 1974)
- In Concert (18 noiembrie 1979)
- Live at The Royal Albert Hall (1993)
- Live at The Isle of Wight Festival (1997)
- Live in Poland (1997)
- King Biscuit Flower Hour Presents : Greatest Hits Live (1997)
- Then & Now (27 noiembrie 1998)
- The Original Bootleg Series from The Manticore Vaults : Volume One (2002)
- The Original Bootleg Series from The Manticore Vaults : Volume Two (2002)
- The Original Bootleg Series from The Manticore Vaults : Volume Three (2002)
- The Original Bootleg Series from The Manticore Vaults : Volume Four (2006)

### Compilații
- The Best of Emerson, Lake & Palmer (1980)
- The Atlantic Years (1982)
- The Return of The Manticore (16 noiembrie 1993)
- The Very Best of Emerson, Lake & Palmer (2000)
- Fanfare for The Common Man - The Anthology (2002)
- Reworks: Brain Salad Perjury (2003)
- The Ultimate Collection (2004)
- The Essential Emerson, Lake & Palmer (2007)
- From The Beginning (2007)
- Gold Edition (2007)